# Mitsuo Fuchida
Mitsuo Fuchida (淵田 美津雄, Fuchida Mitsuo, Katsuragi, 3 de dezembro de 1902 – Kashiwara, 30 de maio de 1976) foi um piloto e oficial da Marinha Imperial Japonesa, famoso na história da Segunda Guerra Mundial por ter coordenado e comandado as esquadrilhas japonesas no ataque a Pearl Harbor, iniciando a Guerra do Pacífico.

## Biografia

### Início de carreira
Fuchida entrou para a academia naval em 1921, onde conheceu e se tornou amigo do colega de classe Minoru Genda, pelo interesse mútuo em aviões. Os dois, vinte anos depois, tornar-se-iam peças fundamentais no planeamento e execução do ataque aéreo japonês às ilhas do Havaí.
Especializando-se em bombardeios aéreos horizontais, ele se destacou a ponto de se tornar instrutor da academia. Considerado um dos mais hábeis aviadores do Japão, Fuchida ganhou experiência em combates aéreos na China, na segunda metade dos anos 30, durante a Segunda Guerra Sino-Japonesa, sendo promovido a tenente-comandante e integrando o  colégio do estado-maior naval. Em 1939, foi designado como piloto-comandante para a tripulação aérea embarcada do porta-aviões Akagi. Nesta época, já era um piloto experiente com mais de 3.000 horas de vôo, muitas delas em combate real, no currículo. Alguns anos após a guerra, lendo biografia de Jake DeShazer, um americano ex-prisioneiro de guerra dos japoneses, Fuchida, teve contato com a fé cristã, tornando-se ele próprio um missionário cristão nos anos seguintes de sua vida.

### Segunda Guerra
Em 7 de dezembro de 1941, após participar ativamente nos preparativos e treinos para a operação em conjunto com o seu colega de academia Minoru Genda, principal idealizador do plano de batalha, Mitsuo Fuchida liderou mais de quatrocentos aviões japoneses no ataque a Pearl Harbor, base naval dos Estados Unidos no Oceano Pacífico, forçando a entrada dos norte-americanos no conflito da II Guerra Mundial, agora levada a todos os cantos do planeta.
Comandando pessoalmente a primeira vaga aérea, Fuchida flanqueou a ilha de Oahu pelo seu lado leste, virando então diretamente sobre Honolulu, por acreditar que os radares do inimigo não detectariam a sua presença ou os confundissem com aviões amigos voltando de um treino. Ordenando Tenkai (“take attack position”) a seus comandados, a esquadrilha encontrou tudo calmo sobre a ilha havaiana numa bonita manhã de um domingo de sol, ele soltou uma fumaça verde do tubo de escape de seu avião-bombardeiro de nível ( VAL ), o sinal para o ataque.
Às 07:53 da manhã, o seu rádio-operador, a seu comando, enviou as palavras em código ao navio-almirante do almirante Chūichi Nagumo, o porta-aviões Akagi, centenas de milhas ao largo, "Tora ! Tora! Tora!", a palavra três vezes repetida indicando a completa surpresa do inimigo frente ao ataque. (Tora em japonês significa Tigre, mas nesta mensagem específica, ao contrário do eternizado pela história, elas significavam em código, uma junção de To, sílaba inicial da palavra japonesa para ataque (totsugeki) com Ra, primeira sílaba de raigeki, ou, ataque com torpedos.)
Após o devastador efeito da primeira onda de ataque, Fuchida permaneceu sozinho sobre Pearl Harbor, esperando a segunda vaga de aviões e analisando e anotando os danos causados à instalação militar, retornando ao porta-aviões junto com a  também bem sucedida segunda vaga de atacantes. Após pousar, ele notou que seu avião tinha mais de vinte buracos de tiros na fuselagem, o que o fez acreditar que alguém espiritual e superior olhava por ele, algo destinado a influenciar sua decisão futura pela religião. O sucesso do ataque transformou Fuchida num herói nacional e fê-lo ser recebido em audiência pelo Imperador Hirohito.
No começo de 1942, ele participou nos ataques aéreos japoneses a Darwin, na Austrália, e ao Ceilão, destruindo importantes instalações militares britânicas na região do Oceano Índico. Em Junho, participou no seu último combate, sendo ferido na Batalha de Midway, ao cair de uma escada durante incêndio no porta-aviões Akagi, atingido por bombas lançadas por aviões inimigos, quebrando os dois tornozelos e passando o resto da guerra, fora da linha da frente, como oficial de estado-maior.

### Pós-guerra
Após escapar do bombardeio atómico de Hiroshima, cidade onde esteve em missão na véspera de sua destruição, Fuchida tornou-se um devoto religioso depois da guerra. Em 1949, ele encontrou um missionário metodista, oficial da Força Aérea dos Estados Unidos e ex-integrante da missão do coronel James Doolittle que bombardeou Tóquio em abril de 1942, que o converteu ao cristianismo, transformando-se num missionário cristão para o resto da sua vida<.
Morreu de diabetes aos 73 anos na cidade japonesa de Kashiwara, perto de Osaka, em 30 de maio de 1976.